# Néphéritès II
Néphéritès II est un pharaon de la XXIXe dynastie, dont il est le quatrième et dernier roi. Fils d'Achôris, il est rapidement détrôné (assassiné ?) par Nectanébo Ier. Ce dernier, fils de Djedhor, un prince de Sebennytos, fonde la XXXe dynastie.
Néphéritès II n'est connu que par des sources littéraires. Aucun monument avec son nom n'a été découvert jusqu'ici.